# Vostok Nafta

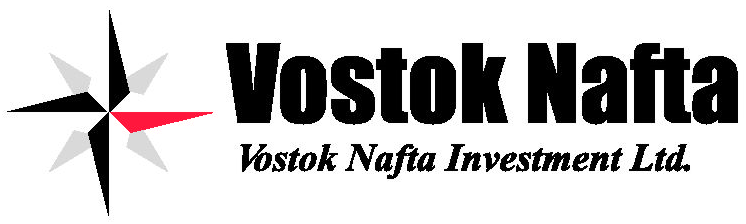
Altes Logo

Vostok Nafta Investment Ltd. ist eine Investmentgesellschaft mit Sitz in Hamilton auf den Bermudas. Das Unternehmen wurde 1996 und erneut 2007 gegründet und ist im Finanzindex OMX Stockholm 30 gelistet.

## Geschichte
Vostok Nafta wurde 1996 vom schwedischen Unternehmer Adolf H. Lundin (1932–2006) gegründet, dem unter anderem Lundin Oil und Lundin Mining gehörten. Das neue Unternehmen sollte sich auf Investitionen in ehemaligen Sowjetunion konzentrieren. Dort kaufte man 1999 einen 80-prozentigen Anteil der Eastern Transnational Company, welche nach einem Spin-off unter dem Namen Vostok Oil im Dezember 2000 an die Börse Stockholm ging. Weitere Investitionen im Öl- und Gas-Sektor folgten in den nächsten Jahren, durch Zukäufe hielt das russische Unternehmen Gazprom im Juli 2007 90 Prozent der Anteile an Vostok Nafta. Im Zuge einer Restrukturierung wurden 2007 die Öl- und Gas-Investitionen komplett von Gazprom übernommen und in Vostok Gas umbenannt, während Anteile von Unternehmen in Bergbau, Industrie und Landwirtschaft in der neuen Vostok Nafta Investment Ltd. verblieben. Anfang 2013 verkaufte Vostok Nafta seine Anteile am Landwirtschaftsunternehmen Black Earth Farming und dem Holzkonzern Rusforest, die verbliebenen Investitionen sind die auf Kreditkarten-Geschäfte konzentrierte Bank Tinkoff Credit Systems und der russische Online-Händler Avito. Im Mai 2013 verkauften die größten Aktionäre von Vostok Nafta, die von der Lundin-Familie kontrollierten Lorito Holdings und Zebra Holdings & Investments, ihren 31,1-prozentigen Anteil an die US-amerikanische Investmentgesellschaft Luxor Capital Group.

## Weblink
- Offizielle Firmenseite